# Ahuacatlaya
Ahuacatlaya är en ort i Mexiko.   Den ligger i kommunen Tlapacoya och delstaten Puebla, i den sydöstra delen av landet, 160 km nordost om huvudstaden Mexico City. Ahuacatlaya ligger 790 meter över havet och antalet invånare är 552.
Terrängen runt Ahuacatlaya är huvudsakligen kuperad, men söderut är den bergig. Runt Ahuacatlaya är det ganska tätbefolkat, med 60 invånare per kvadratkilometer. Närmaste större samhälle är Xicotepec de Juárez, 17,6 km nordväst om Ahuacatlaya. Omgivningarna runt Ahuacatlaya är en mosaik av jordbruksmark och naturlig växtlighet.